# Samlade arbeten
Samlade arbeten är en serie böcker av den bemärkte författaren August Blanche, som gavs ut av Albert Bonniers Förlag. Blanches Samlade arbeten utgavs åren 1870–1877 om 12 volymer, och kom i en illustrerad nyutgåva 1889–1892 om 14 volymer.